# Міа Ферроу

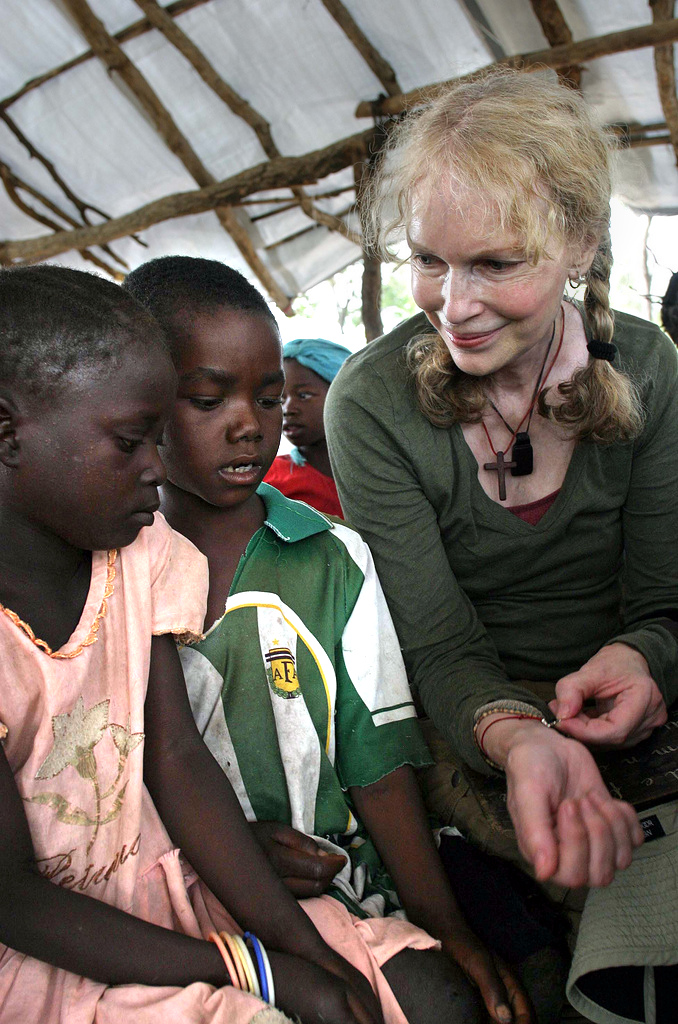
Міа Ферроу в Африці, 2008 рік

Марія де Лурдес Вілльєрс Ферроу (англ. Maria de Lourdes Villiers Farrow; нар. 9 лютого 1945, Лос Анджелес, США), відома як Міа Ферроу (англ. Mia Farrow) — американська акторка, співачка, модель та правозахисниця. Посолка доброї волі ЮНІСЕФ. Отримала визнання завдяки ролям у фільмах «Дитина Розмарі» Романа Поланського і «Зеліґ» Вуді Аллена. Одна зі 100 найвизначніших зірок американського кіно за 100 років за версією AFI.

## Біографія і кар'єра
Народилася в Лос-Анжелесі. У 9 років перенесла поліомієліт, що, за її словами, стало для неї тим, що відклалося на все життя. Закінчивши навчання в католицькому пансіонаті в Англії, повернулася у США й стала грати на бродвейській сцені з матір'ю, що прославилася колись роллю подруги Тарзана. Вперше знялася в кіно у фільмі батька Дж. Ферроу «Джон Пол Джонс» (1959). Закінчила курси драматичного мистецтва в Лос-Анжелесі.
В 1964 році Ферроу взяла псевдонім «Міа», під яким прожила все життя, і почала з'являтися в бродвейських постановках. Її типаж — худоба, підліткова незграбність, великі сяючі очі — був ідеальними для моди 60-х. Першу популярність здобула роллю в мильній опері «Пейтон-Плейс» (1964—1966).
21-річна Ферроу опинилася в центрі уваги, стоячи в 1966 році під вінцем з 50-річним Френком Сінатрою. Шлюб розпався в 1968 році, тоді ж вийшов перший значний фільм з її участю — «Дитина Розмарі» (1968) Романа Поланскі, містична історія про народження сина диявола, що приніс Ферроу широку популярність. З цього часу вона починає активно зніматися в кіно паралельно з роботою в театрі.
У 1970 вийшов фільм «Джон і Мері». 25-річна Ферроу одружилася з 41-річним диригентом Андре Превіном, народила двійнят і переїхала з чоловіком до Лондона. Незабаром подружжя удочерило трьох дівчаток: в'єтнамок Ларк Сонг і Саммер Сонг і кореянку Сун-І.
У 1972 році Ферроу вступила в Королівську шекспірівську компанію, з успіхом виконавши ролі в п'єсах Чехова, Горького, Шекспіра. Не розривала і зв'язки з американським кіно. У період з 1971 по 1978 рр. знялася в семи фільмах, серед яких «Весілля» і «Смерть на Нілі» (1978). Картиною, що сколихнула інтерес до Ферроу, стала екранізація роману Скотта Фіцджеральда «Великий Гетсбі» (1974).
У 1979 році на зйомках «Урагану» виник бурхливий роман між Ферроу і шведським кінооператором Свеном Нюквіст. Ферроу розлучилася з Превіном і з усіма шістьма дітьми повернулася в Америку.
У 1982 Ферроу зустріла Вуді Аллена на зйомках «Еротичної комедії в літню ніч». Зіграла в 13 його картинах, де розкрила свій комедійний талант. Серед картин: «Ганна та її сестри» (1986), «Березень» (1987), «Інша жінка» (1988), «Злочини і проступки» (1989), «Еліс» (1990), «Чоловіки і дружини» (1992). Найвищим їх досягненням стали грандіозна кіномістифікація «Зеліґ» (1983) і пародія на кіно 1930-х «Пурпурова троянда Каїра» (1986).
В 1987 народила від Аллена сина Сатчела (змінив ім'я на Ронан і працював у Держдепартаменті США Гілларі Клінтон). 
Творчий й особистий союз скандально обірвався у 1992 році, коли Ферроу дізналася про роман Аллена з її названою дочкою. 
У 2000-х Ферроу рідко з'являлася на великому екрані. У 2006 році зіграла в успішному рімейку знаменитого містичного фільму жахів «Омен». У кінці 2006 року вийшла казка Люка Бессона «Артур і Мініпути», де Міа Ферроу виконала одну з головних ролей.
У жовтні 2013 Ферроу сказала в інтерв'ю Vanity Fair, що Ронан Ферроу може бути сином Френка Сінатри, з яким вона продовжувала зустрічатися після розлучення.

## Фільмографія
| Рік       |   | Українська назва                         | Оригінальна назва                                                         | Роль                         |
| --------- | - | ---------------------------------------- | ------------------------------------------------------------------------- | ---------------------------- |
| 1959      | ф | Джон Пол Джонс                           |                                                                           | Епізод                       |
| 1964      | ф | Гармати при Батасі                       | Guns at Batasi                                                            | Карен Еріксон                |
| 1964—1965 | с | Пейтон-Плейс (телесеріал)                | Елісон Маккінзі                                                           |                              |
| 1967      | ф | Джоні Белінда                            | Johnny Belinda                                                            | Белінда Мак-Дональд          |
| 1968      | ф | Денді в гадючнику                        | A Dandy in Aspic                                                          | Керолайн                     |
| 1968      | ф | Дитина Розмарі                           | Rosemary’s Baby                                                           | Розмарі Вудхаус              |
| 1968      | ф | Таємна церемонія                         | Secret Ceremony                                                           | Ченчі                        |
| 1969      | ф | Джон і Мері                              | John and Mary                                                             | Мері                         |
| 1971      | ф | Сліпий терор                             | See No Evil / Blind Terror                                                | Сара                         |
| 1971      | ф | Прощавай, Раджеді Енн                    | Goodbye, Raggedy Ann                                                      | Брук                         |
| 1972      | ф | Доктор Пополь                            | Dr. Popaul                                                                | Крістін Дюпон                |
| 1972      | ф | Йди за мною!                             | Follow Me!                                                                | Белінда                      |
| 1974      | ф | Великий Гетсбі                           | The Great Gatsby                                                          | Дейзі Бьюкенен               |
| 1976      | ф | Пітер Пен                                | Peter Pan                                                                 | Пітер Пен                    |
| 1977      | ф | Замкнуте коло                            | Full Circle                                                               | Джулія Лофтінг               |
| 1978      | ф | Весілля                                  | A Wedding                                                                 | Елізабет                     |
| 1978      | ф | Лавина                                   | Avalanche                                                                 | Керолайн Брейс               |
| 1978      | ф | Смерть на Нілі                           | Death on the Nile                                                         | Жаклін де Бельфор            |
| 1979      | ф | Ураган                                   | Hurricane                                                                 | Шарлота Брукнер              |
| 1982      | ф | Сара                                     | Sarah                                                                     | Оповідач                     |
| 1982      | ф | Сексуальна комедія в літню ніч           | A Midsummer Night’s Sex Comedy                                            | Аріель                       |
| 1982      | ф | Останній єдиноріг                        | The Last Unicorn (анимация)                                               | Озвучка                      |
| 1983      | ф | Зеліґ                                    | Zelig                                                                     | Доктор Ейдора Несбіт Флетчер |
| 1984      | ф | Бродвей Денні Роуз                       | Broadway Danny Rose                                                       | Тіна Вітале                  |
| 1984      | ф | Супердівчина                             | Supergirl                                                                 | Алюра                        |
| 1985      | ф | Пурпурова троянда Каїру                  | The Purple Rose of Cairo                                                  | Чечілія                      |
| 1986      | ф | Ганна та її сестри                       | Hannah and Her Sisters                                                    | Ганна                        |
| 1987      | ф | Дні радіо                                | Radio Days                                                                | Саллі Вайт                   |
| 1987      | ф | Вересень                                 | September                                                                 | Лейн                         |
| 1988      | ф | Інша жінка                               | Another Woman                                                             | Хоуп                         |
| 1989      | ф | Історії Нью-Йорка                        | New York Stories: Oedipus Wreks                                           | Лайза                        |
| 1989      | ф | Злочини і провини                        | Crimes and Misdemeanors                                                   | Холі Рід                     |
| 1990      | ф | Еліс                                     | Alice                                                                     | Еліс Тейт                    |
| 1990—1991 | с | Колись давно, в далекій країні...        | Long Ago and Far Away (ТВ, анімація)                                      | Оповідач                     |
| 1992      | ф | Тіні і туман                             | Shadows and Fog                                                           | Ірмі                         |
| 1992      | ф | Чоловіки і дружини                       | Husbands and Wives                                                        | Джуді Рот                    |
| 1994      | ф | Вдовина гора                             | Widows' Peak                                                              | Місс Кетрін О’Хара / Кленсі  |
| 1995      | ф | Рапсодія Маямі                           | Miami Rhapsody                                                            | Ніна Маркус                  |
| 1995      | ф | Нерозсудлива                             | Reckless                                                                  | Рейчел                       |
| 1996      | ф | Анжела Муні                              | Angela Mooney                                                             | Анжела Муні                  |
| 1997      | ф | Вершник без голови                       | Redux Riding Hood (анімація)                                              | Озвучка                      |
| 1998      | ф | Диво опівночі                            | Miracle at Midnight                                                       | Доріс Костер                 |
| 1999      | ф | Скоро                                    | Coming Soon                                                               | Джуді Ходсел                 |
| 1999      | ф | Не забувай мене                          | Forget Me Never                                                           | Дайан Макгоун                |
| 1999—2005 | с | Третя зміна                              | Third Watch                                                               | Мрна Мітчелл                 |
| 2001      | ф | Жіноча справа                            | A Girl Thing                                                              | Бетті Маккартні              |
| 2002      | ф | Ціль                                     | Purpose                                                                   | Анна Сімонс                  |
| 2002      | ф | Таємне життя Зоуі                        | The Secret Life of Zoey                                                   | Марсія Картер                |
| 2004      | ф | Саманта: Канікули американської дівчинки | Samantha: An American Girl Holiday                                        | Грандмері Едвардс            |
| 2006      | ф | Колишній                                 | The Ex / Fast Track                                                       | Амелія Ковальська            |
| 2006      | ф | Артур і Мініпути                         | Arthur and the Minimoys                                                   | бабуся Артура                |
| 2006      | ф | Омен                                     | The Omen                                                                  | Місіс Бейлок                 |
| 2008      | ф | Перемотка                                | Be Kind Rewind                                                            | Міс Фалевич                  |
| 2008      | ф | Роман Поланскі                           | Roman Polanski: Wanted and Desired (документальний)                       |                              |
| 2009      | ф | Артур і помста Вурдалака                 | Arthur et la vengeance de Maltazard / Arthur and the Revenge of Maltazard | Бабуся Артура                |
| 2010      | ф | Артур і війна двох світів                | Arthur et la guerre des deux mondes / Arthur and the Two Worlds War       | Бабуся Артура                |
| 2011      | ф | Темна конячка                            | Dark Horse                                                                | Філліс                       |

## Нагороди і номінації
| Рік  | Результат | Нагорода       | Номінація                                       | Проект                         |
| ---- | --------- | -------------- | ----------------------------------------------- | ------------------------------ |
| 1965 | Перемога  | Золотий глобус | Найбільш багатообіцяючий дебютант (серед жінок) | Гармати при Батасі             |
| 1969 | Номінація | Золотий глобус | Найкраща жіноча роль (драма)                    | Дитина Розмарі                 |
| 1970 | Номінація | BAFTA          | Найкраща жіноча роль                            | Джон і Мері                    |
| 1970 | Номінація | Золотий глобус | Найкраща жіноча роль (комедія або мюзикл)       | Джон і Мері                    |
| 1972 | Перемога  | Сан-Себастьян  | Приз Сан-Себастьяна за найкращу жіночу роль     | Йди за мною!                   |
| 1983 | Номінація | Золота малина  | Найгірша жіноча роль                            | Сексуальна комедія в літню ніч |
| 1985 | Номінація | Золотий глобус | Найкраща жіноча роль (комедія або мюзикл)       | Бродвей Денні Роуз             |
| 1986 | Номінація | Сатурн         | Найкраща акторка                                | Пурпурова троянда Каїра        |
| 1986 | Номінація | BAFTA          | Найкраща жіноча роль                            | Пурпурова троянда Каїра        |
| 1986 | Номінація | Золотий глобус | Найкраща жіноча роль (комедія або мюзикл)       | Пурпурова троянда Каїра        |
| 1987 | Номінація | BAFTA          | Найкраща жіноча роль                            | Ганна та її сестри             |
| 1991 | Номінація | Золотий глобус | Найкраща жіноча роль (комедія або мюзикл)       | Еліс                           |
| 2000 | Номінація | Золотий глобус | Найкраща акторка міні-серіалу або фильму на ТВ  | Не забувай мене                |